# Aspalathus taylorii
Aspalathus taylorii är en ärtväxtart som beskrevs av Rolf Martin Theodor Dahlgren. Aspalathus taylorii ingår i släktet Aspalathus och familjen ärtväxter. Inga underarter finns listade i Catalogue of Life.